# Відкритий чемпіонат Швейцарії 1928
Відкритий чемпіонат Швейцарії 1928 — 13-й відкритий чемпіонат Швейцарії з хокею, чемпіоном став «Розей» (Гштаад).

## Схід
- «Давос» — «Санкт-Моріц» 3:1

## Захід

### Півфінали
- «Розей» (Гштаад) — Стар Лозанна 14:1
- «Шато де-Окс» — «Ла Шо-де-Фон» 6:2

### Фінал Захід
- «Розей» (Гштаад) — «Шато де-Окс» 13:1

## Фінал
- «Розей» (Гштаад) — «Давос» 4:3